# Drjanowo
Drjanowo (bułg. Дряново) – miasto w Bułgarii, w obwodzie Gabrowo, centrum administracyjne gminy Drjanowo. Według danych szacunkowych Ujednoliconego Systemu Ewidencji Ludności oraz Usług Administracyjnych dla Ludności, 15 grudnia 2018 roku miejscowość liczyła 7548 mieszkańców. W mieście rozwinął się przemysł taboru kolejowego, metalowy, bawełniany oraz drzewny.

## Zabytki
Do rejestru zabytków zalicza się:
- jaskinia Baczo Kiro
- monastyr drjanowski
- Łafczijewa kyszta
- muzeum historyczne Kolu Ficzeta
- świątynia świętego Mikołaja
- wieża zegarowa

## Miasta partnerskie
- Bocholt (Belgia)
- Borgia (Włochy)
- Bychów (Białoruś)
- Itamos (Grecja)
- Kawarna (Bułgaria)
- Radowisz (Macedonia)
- Rocca Imperiale (Włochy)
- Serock (Polska)